# 쇼와정 (오카먀마현)
쇼와정(昭和町)은 오카야마현 기비군에 설치되었던 정이다. 현재의 소자시에 해당한다.